# Петрівка (Херсонський район)
Петрі́вка — село в Україні, у Херсонській міській територіальній громаді Херсонського району Херсонської області. Населення становить 358 осіб (2001).

## Населення

### Мовний склад
Рідна мова населення за даними перепису 2001 року:
| Мова       | Чисельність, осіб | Доля     |
| ---------- | ----------------- | -------- |
| Українська | 329               | 91,90 %  |
| Російська  | 28                | 7,82 %   |
| Інше       | 1                 | 0,28 %   |
| Разом      | 358               | 100,00 % |

## Історія
12 червня 2020 року, відповідно до Розпорядження Кабінету Міністрів України № 726-р «Про визначення адміністративних центрів та затвердження територій територіальних громад Херсонської області», увійшло до складу Херсонської міської громади.
19 липня 2020 року, в результаті адміністративно-територіальної реформи увійшло до складу новоутвореного Херсонського району.
У березні 2022 року село тимчасово окуповане російськими військами під час російсько-української війни.
10 листопада 2022 року визволене в ході контрнаступу ЗСУ в Херсонській області.